# Alianza para el Progreso (Perú)
Alianza para el Progreso (APP) es un partido político peruano de derecha fundado el 8 de diciembre de 2001 en la ciudad de Trujillo por César Acuña.

## Historia
El partido fue fundado el 2001 en Trujillo por César Acuña Peralta, quien fue congresista en el 2000 en representación del Partido Solidaridad Nacional, aunque en 2001 pasó a formar parte de una bancada de alianza entre el Partido Solidaridad Nacional y el Partido Popular Cristiano. En 2006, empieza a participar en las elecciones generales con Natale Amprimo como el candidato a la presidencia.
Habiendo ya establecido su partido, Acuña, fue elegido alcalde de Trujillo en el año 2007 y fue reelecto alcalde en el año 2010. En el año 2014, Acuña es electo Gobernador regional del departamento de La Libertad y renunció a su cargo de gobernador en menos de un año para postular a la presidencia.

## Participación electoral

### Elecciones regionales y municipales de 2002
El partido inicia su participación electoral en las Elecciones regionales y municipales del 2002, obteniendo 17 alcaldías distritales, sin embargo, no obtuvo ningún gobierno regional y alcaldía provincial.

### Elecciones generales del 2006
El partido participa por primera vez en unas elecciones presidenciales, presentando al abogado Natale Amprimo como candidato presidencial.
| Candidatos         | Candidatos          | Candidatos               |
| Presidencia        | 1.º Vicepresidencia | 2.º Vicepresidencia      |
| ------------------ | ------------------- | ------------------------ |
| Natale Amprimo Pla | César Acuña Peralta | Julia Valenzuela Cuéllar |

El partido participó también participó en las elecciones parlamentarias, obteniendo el 2.31% de votos, sin embargo, no logró obtener escaños en el Congreso.

### Elecciones regionales y municipales de 2006
A pesar de no obtener escaños en el Congreso, el partido participó en las Elecciones regionales y municipales del 2006, obteniendo 8 alcaldías provinciales y 58 alcaldías distritales, sin embargo, no obtuvo ningún gobierno regional. 
Alcaldes Provinciales electos por APP
| Región      | Provincia         | Alcalde                      |
| ----------- | ----------------- | ---------------------------- |
| Ancash      | Pomabamba         | Julián Watson Cirilo Diestra |
| Cajamarca   | San Marcos        | Flavio Carlos Machuca Romero |
| Junín       | Jauja             | Alejandro Barrera Arias      |
| La Libertad | Gran Chimú        | Joel David Díaz Velásquez    |
| La Libertad | Santiago de Chuco | Abner José Avalos Villacorta |
| La Libertad | Trujillo          | César Acuña Peralta          |
| Lima        | Huaral            | Jaime Cirilo Uribe Ochoa     |
| Loreto      | Loreto            | Rene Navarro Dosantos        |

En La Libertad, César Acuña fue electo como alcalde provincial de Trujillo para el periodo (2007-2010), con el 56.49 % de votos, obteniendo a la vez 9 consejeros provinciales; su victoria fue un gran golpe para el Partido Aprista Peruano (APRA).
A pesar de ello, el partido perdería su Inscripción ante el Jurado Nacional de Elecciones (JNE) en el 2007 al no pasar el umbral.

### Elecciones regionales y municipales de 2010

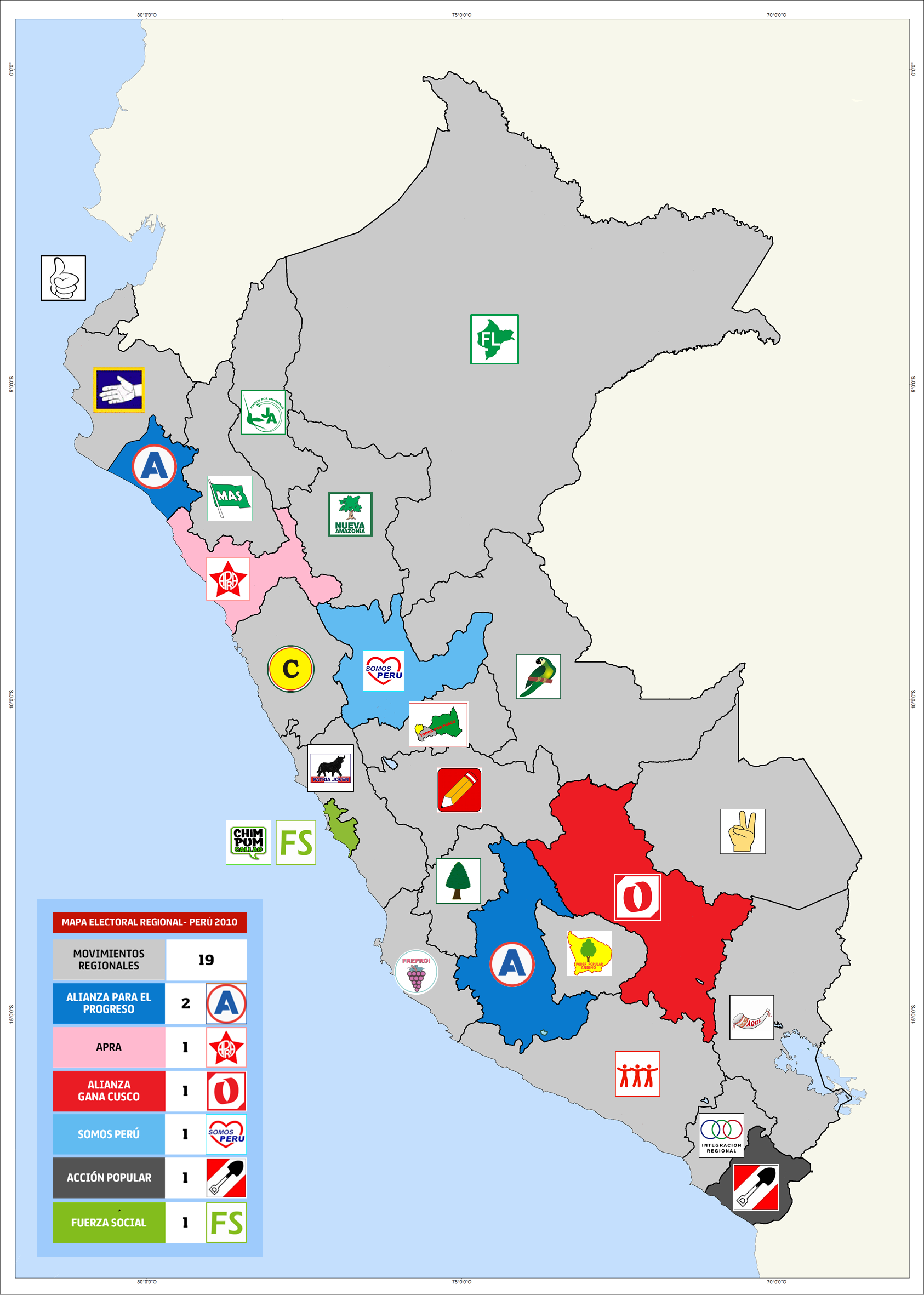
Resultados Electorales en los Gobiernos Regionales, APP obtuvo Gobernadores Regionales electos en los departamentos de Ayacucho y Lambayeque.

En 2008, el partido recupera su inscripción y participó en las Elecciones regionales y municipales del 2010, obteniendo por primera vez 2 gobiernos regionales, siendo los departamentos de Ayacucho y Lambayeque; y a su vez obtiene 14 alcaldías provinciales y 76 alcaldías distritales, siendo así el primer éxito del partido.
Gobernadores Regionales electos por APP
| Región     | Gobernador Regional     |
| ---------- | ----------------------- |
| Ayacucho   | Wilfredo Oscorima Núñez |
| Lambayeque | Humberto Acuña Peralta  |

### Elecciones generales del 2011
En 2010, el partido hace alianza con el Partido Popular Cristiano, Partido Humanista Peruano y Restauración Nacional para crear la Alianza por el Gran Cambio, esta alianza fue liderada por Pedro Pablo Kuczynski, quien postuló sin éxito a la presidencia en las elecciones generales del 2011. En dichas elecciones APP obtuvo 2 de los 130 puestos en el Congreso de la República, sus representantes fueron Richard Acuña y Luis Iberico Núñez.
En 2015, el congresista, Luis Iberico Núñez, asumió la presidencia del congreso para el periodo 2015-2016.

### Elecciones regionales y municipales de 2014

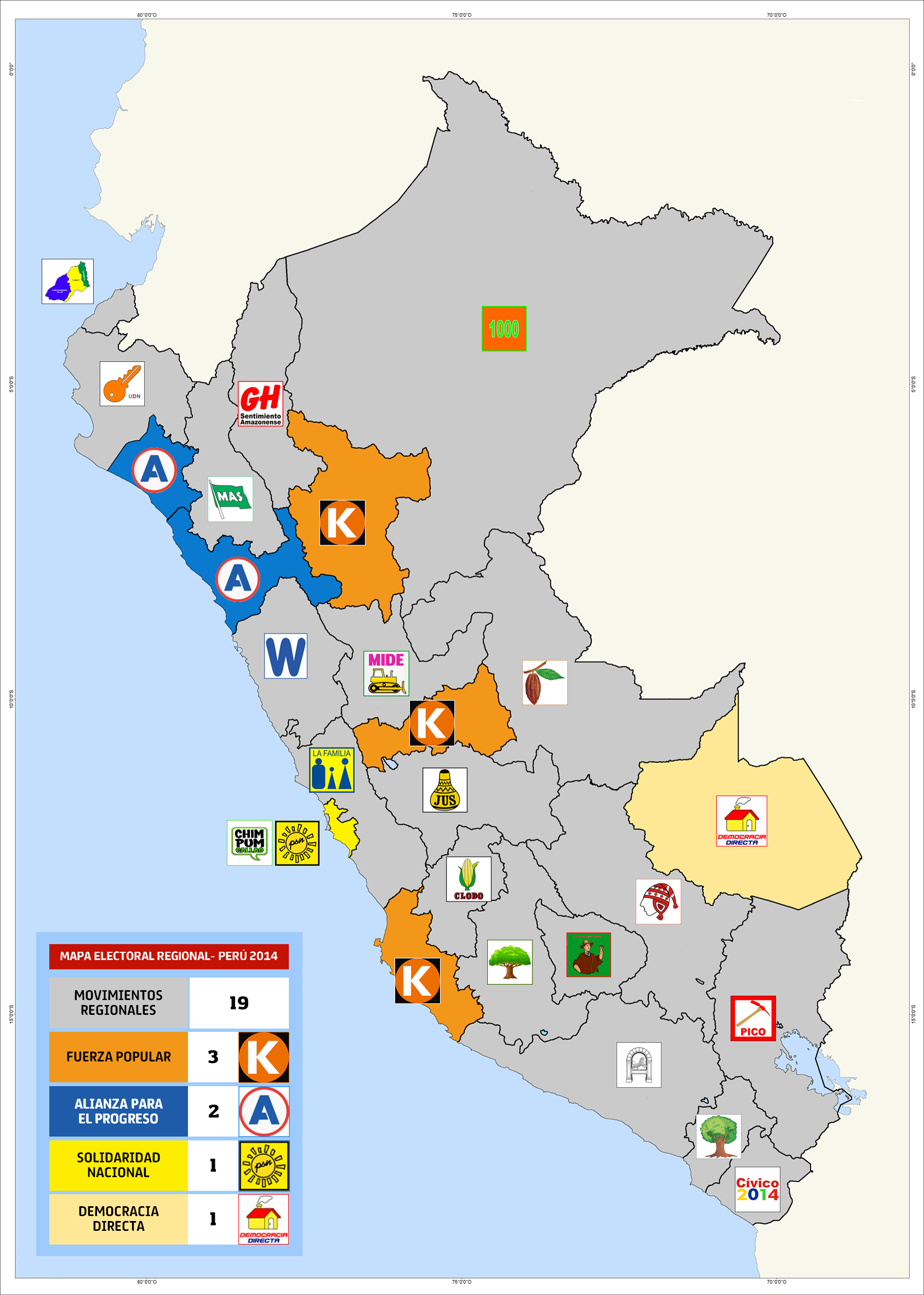
Resultados Electorales en los Gobiernos Regionales, APP obtuvo Gobernadores Regionales electos en los departamentos de La Libertad y Lambayeque.

En estas elecciones del 2014, el partido obtiene 2 gobiernos regionales, siendo los departamentos de La Libertad y Lambayeque; y a su vez obtiene 19 alcaldías provinciales y 138 alcaldías distritales.
Gobernadores Regionales electos por APP
| Región      | Gobernador Regional    |
| ----------- | ---------------------- |
| La Libertad | César Acuña Peralta    |
| Lambayeque  | Humberto Acuña Peralta |

### Elecciones generales del 2016
En diciembre del 2015, el partido se une con Restauración Nacional y Somos Perú para formar la Alianza para el Progreso del Perú y participar en las elecciones generales del 2016, dicha coalición presentó la candidatura presidencial de César Acuña. 
Sin embargo, el 14 de febrero del mismo año mediante un reportaje en el programa dominical Panorama en el que mostraban evidencia que el candidato presidencial César Acuña realizó donaciones durante su campaña, lo cual implicaba la violación del artículo 42 de la Ley de Partidos en la que se mantiene que las agrupaciones políticas tienen prohibido ofrecer dinero, regalos o bienes por ser consideradas propaganda política. Debido a esto el 5 de marzo de 2016, el Jurado Especial de Elecciones de Lima Centro decidió excluir a César Acuña del proceso electoral
A pesar de la exclusión, la alianza electoral participó en las elecciones parlamentarias y parlamento Andino, obteniendo 9 escaños, todos ellos de APP.

### Elecciones regionales y municipales de 2018

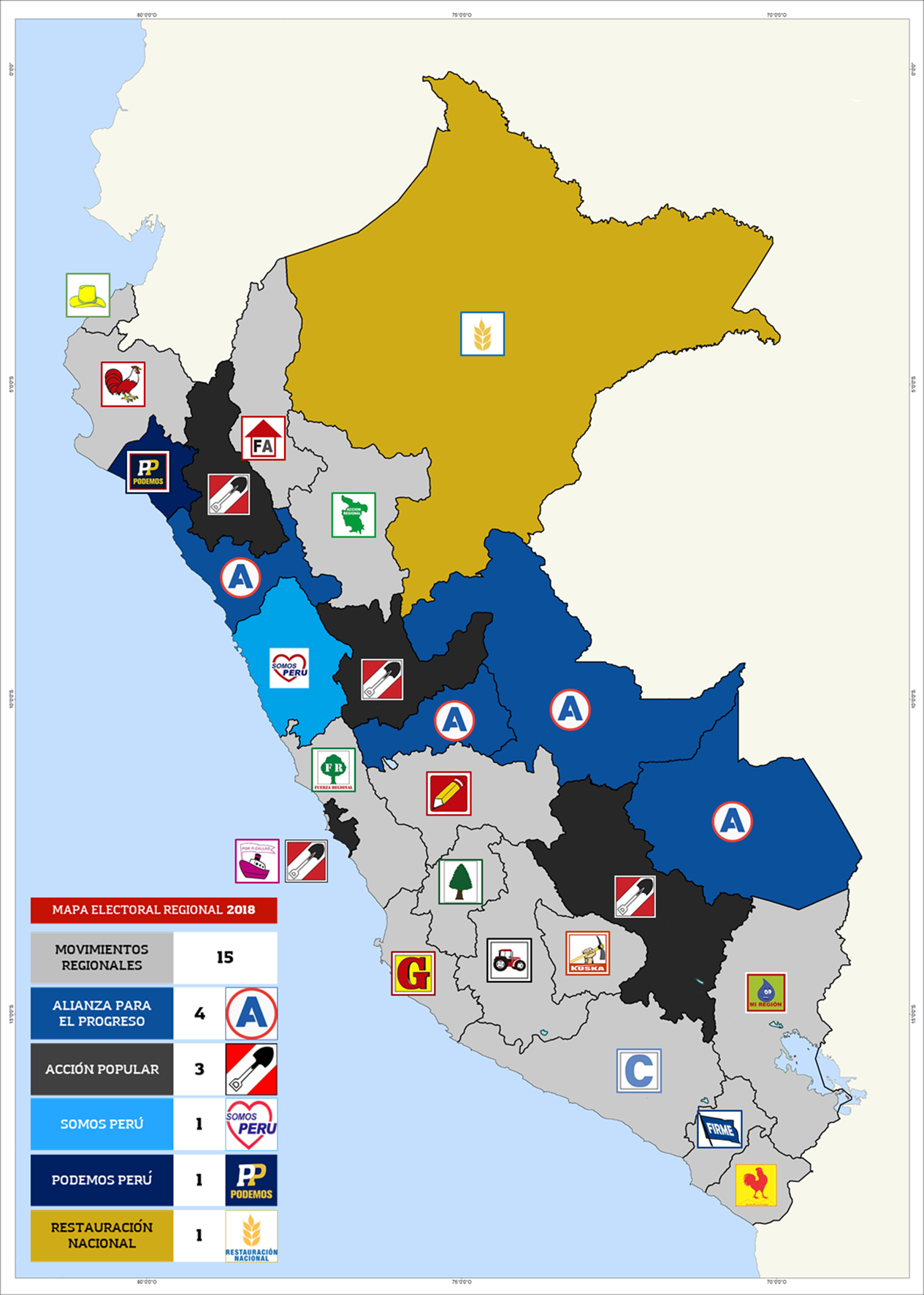
Resultados Electorales en los Gobiernos Regionales, APP obtuvo Gobernadores Regionales electos en los departamentos de La Libertad, Madre de Dios, Pasco y Ucayali.

En estas elecciones del 2018, el partido obtiene 4 gobiernos regionales, siendo los departamentos de La Libertad, Madre de Dios, Pasco y Ucayali; a su vez, obtiene 26 alcaldías provinciales y 235 alcaldías distritales, siendo el mayor éxito de APP en los comicios.
Gobernadores Regionales electos por APP
| Región        | Gobernador Regional    |
| ------------- | ---------------------- |
| La Libertad   | Manuel Llempén Coronel |
| Madre de Dios | Luis Hidalgo Okimura   |
| Pasco         | Pedro Ubaldo Polinar   |
| Ucayali       | Francisco Pezo Torres  |

### Elecciones parlamentarias Extraordinarias del 2020
En las elecciones parlamentarias de 2020, el partido obtuvo el 7.96 % del voto popular, por lo cual tendrá 22 escaños en la nueva legislatura del Congreso para la culminación del período parlamentario 2020-2021, de cara a las nuevas elecciones generales.

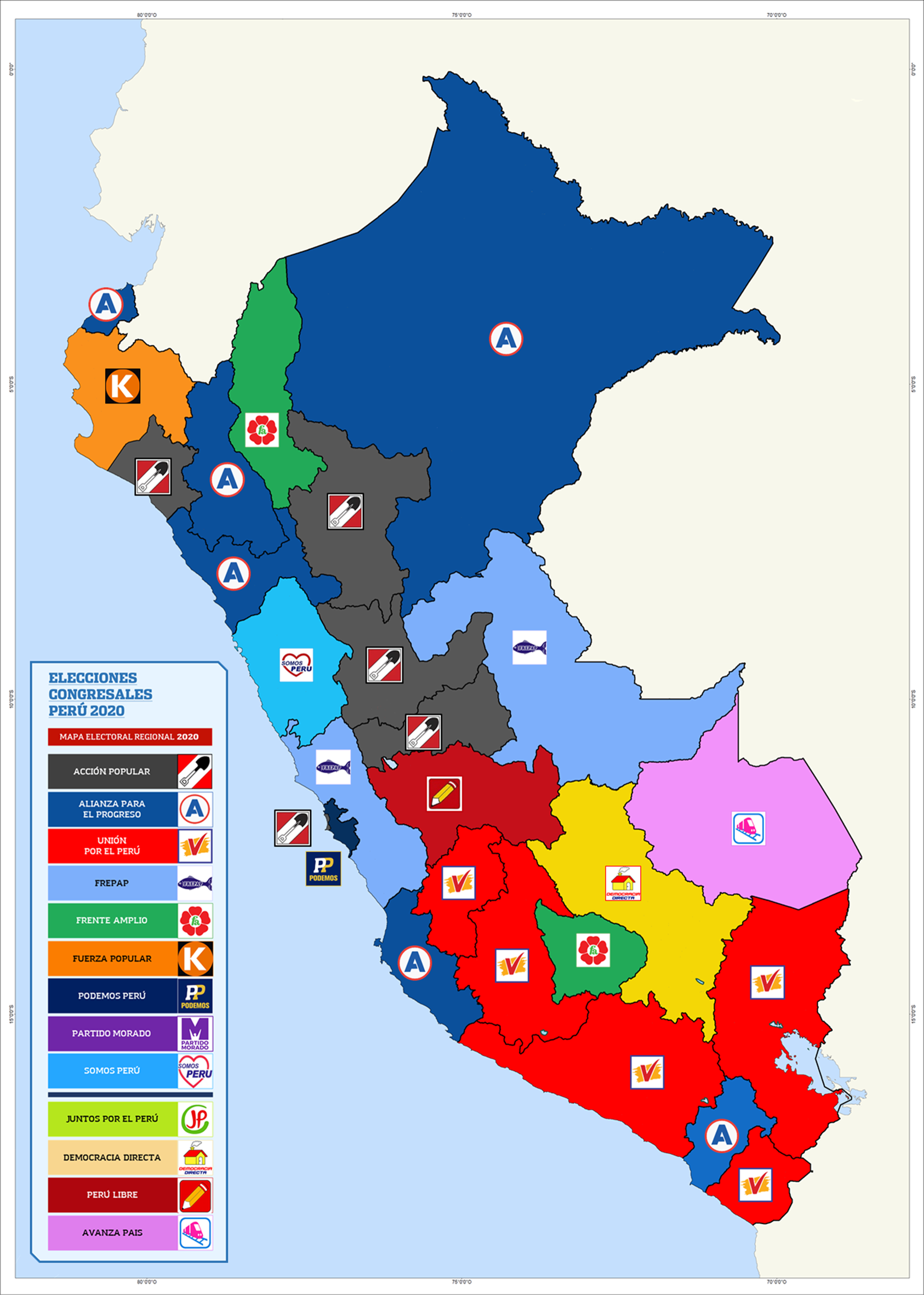
Partidos políticos más votados en cada Región, APP obtuvo mayor votación en los departamentos de Cajamarca, Ica, La Libertad, Loreto, Moquegua y Tumbes

### Elecciones generales del 2021
En las elecciones generales del 2021, el partido presentó a César Acuña como Candidato Presidencial.
| Candidatos          | Candidatos          | Candidatos          |
| Presidencia         | 1.º Vicepresidencia | 2.º Vicepresidencia |
| ------------------- | ------------------- | ------------------- |
| César Acuña Peralta | Carmen Omonte       | Luis Iberico Núñez  |

En las elecciones parlamentarias, el partido obtuvo 15 de los 130 escaños  en el Congreso de la República.
En 2022, la congresista, Lady Camones, asumió la presidencia del congreso para el periodo 2022-2023. Sin embargo en el cargo duro cuarenta días esto se debió a que fue censurada.
En 2023 el congresista Alejandro Soto Reyes fue elegido como presidente del congreso para el Periodo 2023-2024 
En 2024 el congresista Eduardo Salhuana Cavides fue elegido como presidente del congreso para el Periodo 2024-2025.

### Elecciones regionales y municipales de 2022
En estas elecciones del 2022, el partido obtiene 2 gobiernos regionales, siendo los departamentos de La Libertad y Tumbes; a su vez, obtiene 17 alcaldías provinciales y 167 alcaldías distritales.

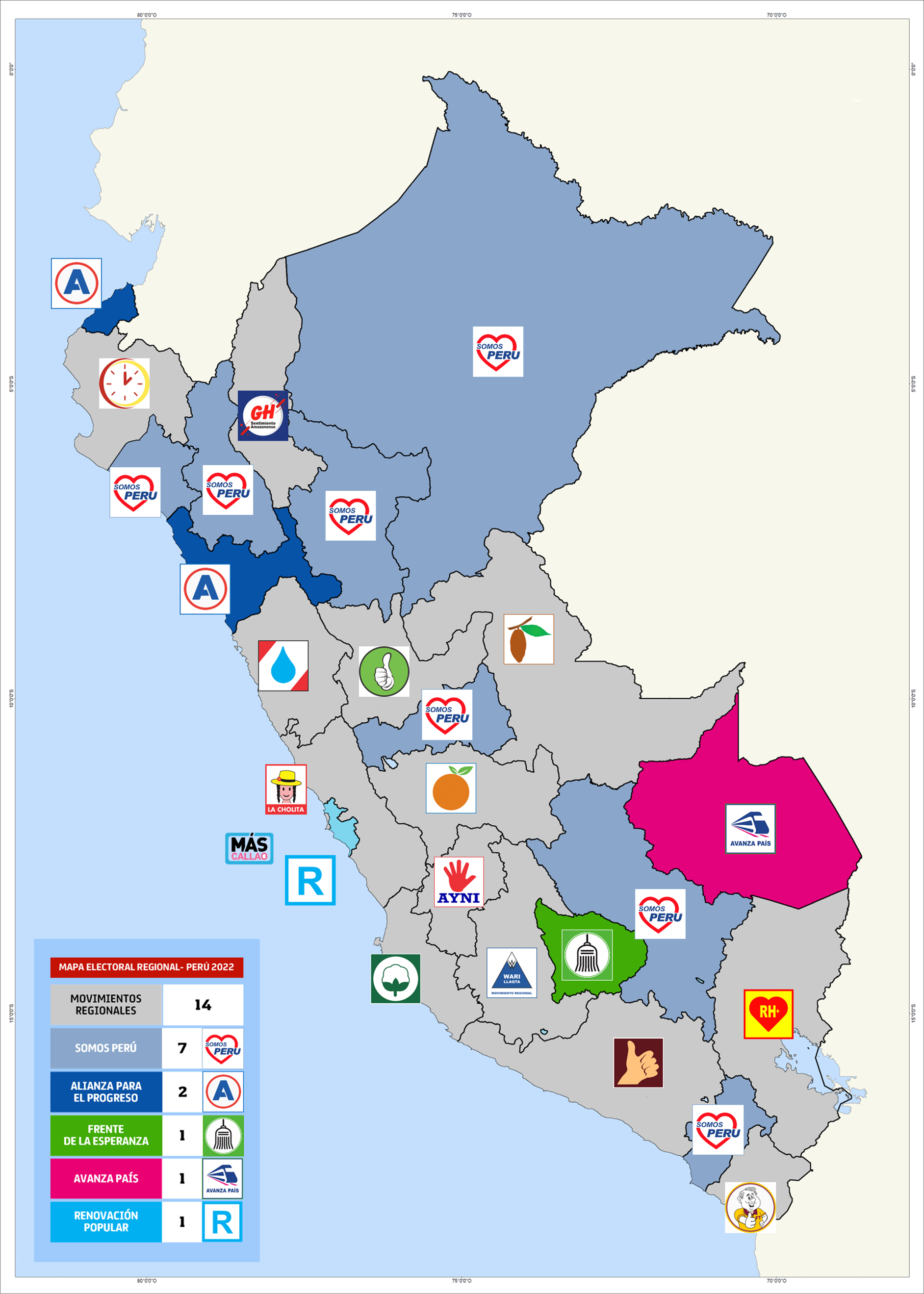
Resultados Electorales en los Gobiernos Regionales, APP obtuvo Gobernadores Regionales electos en los departamentos de La Libertad y Tumbes.

Gobernadores Regionales electos por APP
| Región      | Gobernador Regional        |
| ----------- | -------------------------- |
| La Libertad | César Acuña Peralta        |
| Tumbes      | Segismundo Cruces Ordinola |

## Controversias
En junio de 2012 la Oficina Nacional de Procesos Electorales (ONPE) multó con más de 9 millones de soles al partido por haber recibido aportes diez veces mayores del límite permitido de parte de la Universidad César Vallejo, propiedad de César Acuña Peralta. 
El 14 de febrero del 2016 salió al aire un reportaje en el programa dominical Panorama en el que mostraban evidencia que el candidato presidencial César Acuña realizó una donación de S/. 10 000 a comerciante de un mercado de Chosica. Así mismo, se reveló que también se había realizado una donación de S/. 5000 soles a un joven con discapacidad en Piura. Tales acciones implicaban la violación del artículo 42 de la Ley de Partidos en la que se mantiene que las agrupaciones políticas están prohibidas de ofrecer dinero, regalos o bienes por ser consideradas propaganda política. Lo cual, el 5 de marzo de 2016, el Jurado Especial de Elecciones decidió excluir a César Acuña del proceso electoral. 
El 2 de septiembre del 2022, el medio noticioso Epicentro reveló un audio donde el presidente del partido, César Acuña, le indicaba a congresistas de su bancada que debían solo priorizar leyes que le convinieran a él, candidato al gobierno regional de La Libertad, relegando cualquier ley que no le conviniera a sus intereses. Esto llevó a que la presidenta del Congreso Lady Camones fuera censurada del cargo, a través de una moción de censura presentada por el congresista Guillermo Bermejo, en el cual, fue aprobada con sesenta y un votos a favor, cuarenta y siete en contra, y cinco abstenciones.
En agosto de 2024, el diario El Comercio señalaba que 16 altos funcionarios del gobierno de Dina Boluarte estaban relacionados con el partido de César Acuña. Ocho de ellos trabajaban en el Ministerio de Salud. Posteriormente, el diario Correo reveló que, en mayo de 2025, Acuña había accedido al menos en once ocasiones al Palacio de Gobierno para mantener reuniones individuales con Boluarte y participar en actividades oficiales. Ese mismo mes, se supo que un nuevo alto funcionario, el ministro de Transportes y Comunicaciones César Sandoval, era militante del partido.
En diciembre de 2024, cuando Eduardo Salhuana asumió la presidencia, se informó del fallecimiento de Andrea Vidal, una trabajadora del Congreso que destapó una presunta red de prostitución. El presidente de la Comisión de Fiscalización, Juan Burgos, reveló que el principal sospechoso es Jorge Torres Saravia, afiliado al partido político que apoyó en su postulación al Congreso. La dirigencia de Alianza para el Progreso intentó negar su implicación en la presunta red, mientras que políticos como Francis Allison anunciaban su alejamiento del partido. Durante la investigación, parte del personal renunció a la comisión de investigación alegando diferencias de procedimiento con el investigado Jorge Torres Saravia.
En 2025, durante el mandato de Eduardo Salhuana, el dominical Cuarto poder reveló que se había instalado el Centro de Modalidades Formativas, dirigido por Yessenia Lozano. Lozano se considera «hija política» de César Acuña y cobra 19 mil soles mensuales. Salhuana confirmó la contratación y negó que se tratara de un acto de corrupción.

## Resultados electorales

### Elecciones presidenciales[5]
|  | 0.40 % |

|  | 18.52 % |

|  | 6.02 % |

|  | 0.00 % |

### Elecciones parlamentarias[5]
|  | 2.31 % |

|  | 14.42 % |

|  | 9.23 % |

|  | 7.96 % |

|  | 7.54 % |

### Elecciones al Parlamento Andino
|  | 1.64 % |

|  | 13.9 % |

|  | 7.57 % |

|  | 6.76 % |

### Elecciones regionales y municipales
| Año  | Gobiernos Regionales | Alcaldías Provinciales | Alcaldías Distritales |
| Año  | Representantes       | Representantes         | Representantes        |
| ---- | -------------------- | ---------------------- | --------------------- |
| 2002 | 0/25                 | 0/195                  | 17/1662               |
| 2006 | 0/25                 | 8/196                  | 58/1867               |
| 2010 | 2/25                 | 14/196                 | 76/1867               |
| 2014 | 2/25                 | 19/196                 | 138/1867              |
| 2018 | 4/25                 | 26/196                 | 235/1874              |
| 2022 | 2/25                 | 17/196                 | 167/1874              |